# 拓扑伽罗瓦理论
数学中，拓扑伽罗瓦理论是源于弗拉基米尔·阿诺德对阿贝尔-鲁菲尼定理的拓扑学证明的理论，关注拓扑学概念应用在伽罗瓦理论发生的一些问题。这种理论将抽象代数中的许多思想同拓扑学思想联系起来。正如Askold Khovanskii的书中所说：“根据这个理论，解析函数的黎曼曲面覆盖复平面的方式会阻碍函数的显式可表性。关于函数无法显式表示的最有力的已知结果就是这样获得的。”